# Olympische Sommerspiele 1992/Teilnehmer (Japan)
| Gelbes Symbol für Goldmedaillen mit stilisierten Olympischen Ringen | Graues Symbol für Silbermedaillen mit stilisierten Olympischen Ringen | Braundes Symbol für Bronzemedaillen mit stilisierten Olympischen Ringen |
| ------------------------------------------------------------------- | --------------------------------------------------------------------- | ----------------------------------------------------------------------- |
| 3                                                                   | 8                                                                     | 11                                                                      |

Japan nahm an den Olympischen Sommerspielen 1992 in Barcelona mit einer Delegation von 256 Athleten (175 Männer und 81 Frauen) an 166 Wettkämpfen in 24 Sportarten teil. Fahnenträgerin bei der Eröffnungsfeier war die Volleyballspielerin Kumi Nakada.

## Teilnehmer nach Sportarten

### Badminton
| Männer - Fumihiko Machida Einzel: 2. Runde - Hideaki Motoyama Einzel: 2. Runde - Fumihiko Machida & Kōji Miya Doppel: 1. Runde - Shūji Matsuno & Shinji Matsuura Doppel: Viertelfinale | Frauen - Harumi Kohara Einzel: 2. Runde - Hisako Mizui Einzel: Achtelfinale - Harumi Kohara & Hisako Mizui Doppel: Achtelfinale - Kimiko Jinnai & Hisako Mori Doppel: Achtelfinale - Tomomi Matsuo & Kyōko Sasage Doppel: Achtelfinale |

### Baseball
Männer
- Bronze

- Kader
Tomohito Itō
Shinichiro Kawabata
Masahito Kohiyama
Hirotami Kojima
Hiroki Kokubo
Takashi Miwa
Hiroshi Nakamoto
Masafumi Nishi
Kazutaka Nishiyama
Koichi Oshima
Hiroyuki Sakaguchi
Shin’ichi Satō
Yasuhiro Sato
Masanori Sugiura
Kento Sugiyama
Yasunori Takami
Akihiro Togō
Koji Tokunaga
Shigeki Wakabayashi
Katsumi Watanabe

### Bogenschießen
| Männer - Kiyokazu Nishikawa Einzel: 61. Platz Mannschaft: 15. Platz - Naoto Oku Einzel: 47. Platz Mannschaft: 15. Platz - Hiroshi Yamamoto Einzel: 17. Platz Mannschaft: 15. Platz | Frauen - Reiko Fujita Einzel: 48. Platz Mannschaft: 15. Platz - Yukiko Ikeda Einzel: 49. Platz Mannschaft: 15. Platz - Keiko Nakagomi Einzel: 47. Platz Mannschaft: 15. Platz |

### Boxen
Männer
- Shigeyuki Dobashi
Leichtgewicht: 2. Runde

- Masashi Kawakami
Weltergewicht: 1. Runde

- Hiroshi Nagashima
Halbmittelgewicht: 1. Runde

- Tadahiro Sasaki
Halbfliegengewicht: 2. Runde

### Fechten
| Männer - Kinya Abe Florett, Einzel: 35. Platz - Hiroshi Hashimoto Säbel, Einzel: 41. Platz - Hiroki Ichigatani Florett, Einzel: 33. Platz - Yoshihide Nagano Florett, Einzel: 23. Platz - Norikazu Tanabe Degen, Einzel: 51. Platz | Frauen - Yuko Takayanagi Florett, Einzel: 33. Platz |

### Gewichtheben
Männer
- Noriaki Horikoshi
Leichtgewicht: 9. Platz

- Atsushi Irei
Fliegengewicht: 9. Platz

- Ryōji Isaoka
Leichtschwergewicht: DNF

- Hideo Mizuno
Mittelgewicht: 21. Platz

- Yosuke Muraki-Iwata
Federgewicht: 11. Platz

- Yoshimitsu Nishimoto
I. Schwergewicht: 8. Platz

- Katsuhisa Nitta
Bantamgewicht: 13. Platz

- Katsuhiko Sakuma
Bantamgewicht: 5. Platz

- Kazuo Satō
Federgewicht: 20. Platz

- Hiroshi Watanabe
Fliegengewicht: DNF

### Judo
| Männer - Yasuhiro Kai Halbschwergewicht: 7. Platz - Toshihiko Koga Leichtgewicht: Gold - Tadanori Koshino Ultraleichtgewicht: Bronze - Kenji Maruyama Halbleichtgewicht: 7. Platz - Naoya Ogawa Schwergewicht: Silber - Hirotaka Okada Mittelgewicht: Bronze - Hidehiko Yoshida Halbmittelgewicht: Gold | Frauen - Ryoko Fujimoto Mittelgewicht: 16. Platz - Takako Kobayashi Halbmittelgewicht: 20. Platz - Noriko Mizoguchi Halbleichtgewicht: Silber - Yōko Sakaue Schwergewicht: Bronze - Ryōko Tani Ultraleichtgewicht: Silber - Yōko Tanabe Halbschwergewicht: Silber - Chiyori Tateno Leichtgewicht: Bronze |

### Kanu
| Männer - Tsuyoshi Fujino Kajak-Einer, Slalom: 28. Platz - Katsuya Toyama & Tsunehisa Uchino Canadier-Zweier, 500 Meter: Hoffnungslauf Canadier-Zweier, 1000 Meter: Hoffnungslauf | Frauen - Miyuki Kobayashi & Keiko Muto Kajak-Zweier, 500 Meter: Hoffnungslauf - Hiroko Kobayashi Kajak-Einer, Slalom: 23. Platz |

### Leichtathletik
| Männer - Shinji Aoto 100 Meter: Viertelfinale 4 × 100 Meter: 6. Platz - Fumio Imamura 50 Kilometer Gehen: 18. Platz - Satoru Inoue 100 Meter: Viertelfinale 4 × 100 Meter: 6. Platz - Toshihiko Iwasaki 110 Meter Hürden: Viertelfinale - Masayoshi Kan 4 × 400 Meter: Vorläufe - Tadahiro Kosaka 50 Kilometer Gehen: 24. Platz - Masaki Morinaga Weitsprung: 17. Platz in der Qualifikation - Kōichi Morishita Marathon: Silber - Takeyuki Nakayama Marathon: 4. Platz - Sakae Osaki 10.000 Meter: Vorläufe - Yoshihiko Saitō 400 Meter Hürden: Vorläufe 4 × 400 Meter: Vorläufe - Hiroyuki Sano Stabhochsprung: kein gültiger Versuch in der Qualifikation - Takehiro Sonohara 50 Kilometer Gehen: 22. Platz - Tatsuo Sugimoto 100 Meter: Vorläufe 4 × 100 Meter: Vorläufe - Hisatsugu Suzuki 4 × 100 Meter: 6. Platz - Susumu Takano 400 Meter: 8. Platz 4 × 400 Meter: Vorläufe - Hiromi Taniguchi Marathon: 8. Platz - Haruo Urata 10.000 Meter: 14. Platz - Takahiro Watanabe 400 Meter: Vorläufe 4 × 400 Meter: Vorläufe - Norifumi Yamashita Dreisprung: 30. Platz in der Qualifikation - Kazuhiko Yamazaki 400 Meter Hürden: Vorläufe - Masami Yoshida Speerwurf: 23. Platz in der Qualifikation | Frauen - Yuko Arimori Marathon: Silber - Miki Igarashi 10.000 Meter: 14. Platz - Miki Itakura 10 Kilometer Gehen: 23. Platz - Yumi Kokamo Marathon: 29. Platz - Izumi Maki 10.000 Meter: 12. Platz - Megumi Sato Hochsprung: 7. Platz - Yūko Satō 10 Kilometer Gehen: 24. Platz - Hiromi Suzuki 10.000 Meter: Vorläufe - Sachiko Yamashita Marathon: 4. Platz |

### Moderner Fünfkampf
Männer
- Hiroshi Miyagahara
Einzel: 48. Platz

### Radsport
| Männer - Hiroshi Daimon Punktefahren: 11. Platz - Masamitsu Ehara 4000 Meter Einerverfolgung: 15. Platz - Tomokazu Fujino Straßenrennen: 21. Platz - Kozo Fujita Straßenrennen: 84. Platz - Keiji Kojima Sprint: 3. Runde 1000 Meter Zeitfahren: 10. Platz - Mitsuteru Tanaka Straßenrennen: DNF - Yasuhiro Ando, Masamitsu Ehara, Naokiyo Hashisako & Makio Madarame 4000 Meter Mannschaftsverfolgung: 15. Platz | Frauen - Seiko Hashimoto 3000 Meter Einerverfolgung: 11. Platz - Mika Kuroki Sprint: 7. Platz - Yumiko Suzuki Straßenrennen: 50. Platz |

### Reiten
- Kojiro Goto
Vielseitigkeitsreiten, Einzel: 36. Platz
Vielseitigkeitsreiten, Mannschaft: 7. Platz

- Hirokazu Higashira
Springen, Einzel: DNF
Springen, Mannschaft: 13. Platz

- Kazuhiro Iwatani
Vielseitigkeitsreiten, Einzel: 37. Platz
Vielseitigkeitsreiten, Mannschaft: 7. Platz

- Yoshihiko Kowata
Vielseitigkeitsreiten, Einzel: 25. Platz
Vielseitigkeitsreiten, Mannschaft: 7. Platz

- Eiki Miyazaki
Vielseitigkeitsreiten, Einzel: 26. Platz
Vielseitigkeitsreiten, Mannschaft: 7. Platz

- Ryuzo Okuno
Springen, Einzel: DNF
Springen, Mannschaft: 13. Platz

- Yoshinaga Sakurai
Dressur, Einzel: 41. Platz

- Hirosuke Tomizawa
Springen, Einzel: DNF
Springen, Mannschaft: 13. Platz

- Takashi Tomura
Springen, Einzel: DNF
Springen, Mannschaft: 13. Platz

### Rhythmische Sportgymnastik
Frauen
- Yukari Kawamoto
Einzel: 37. Platz in der Qualifikation

- Miho Yamada
Einzel: 18. Platz in der Qualifikation

### Ringen
Männer
- Takumi Adachi
Federgewicht, Freistil: 2. Runde

- Kōsei Akaishi
Leichtgewicht, Freistil: Bronze

- Daisuke Hanahara
Bantamgewicht, griechisch-römisch: 2. Runde

- Yoshihiko Hara
Weltergewicht, Freistil: 4. Runde

- Tamon Honda
Superschwergewicht, Freistil: 2. Runde

- Atsushi Ito
Mittelgewicht, Freistil: 2. Runde

- Takumi Mori
Leichtgewicht, griechisch-römisch: 2. Runde

- Yasutoshi Moriyama
Halbschwergewicht, griechisch-römisch: 2. Runde

- Manabu Nakanishi
Schwergewicht, Freistil: 2. Runde

- Shigeki Nishiguchi
Federgewicht, griechisch-römisch: 3. Runde

- Takashi Nonomura
Schwergewicht, griechisch-römisch: 2. Runde

- Masanori Ohashi
Halbfliegengewicht, griechisch-römisch: 9. Platz

- Keiji Okuyama
Bantamgewicht, Freistil: 3. Runde

- Akira Ota
Halbschwergewicht, Freistil: 3. Runde

- Mitsuru Satō
Fliegengewicht, Freistil: 6. Platz

- Ken’ichi Suzuki
Superschwergewicht, griechisch-römisch: 2. Runde

### Rudern
| Männer - Mitsuru Kimura & Kazuaki Mimoto Zweier ohne Steuermann: 18. Platz - Tadashi Abe, Hidekazu Hayashi, Michinori Iwaguro, Takatoshi Iwatsuki, Hiroyoshi Matsui, Hiroshi Mitome, Masahiro Sakata, Yasunori Tanabe & Kazuhisa Yamani Achter: 13. Platz | Frauen - Nobuko Ota & Miyuki Yamashita Zweier ohne Steuermann: 9. Platz |

### Schießen
| Männer - Mamoru Inagaki Luftpistole: 14. Platz Freie Pistole: 37. Platz - Ryōhei Koba Luftgewehr: 27. Platz Kleinkaliber, Dreistellungskampf: Bronze Kleinkaliber, liegend: 43. Platz - Akihiro Mera Kleinkaliber, Dreistellungskampf: 40. Platz Kleinkaliber, liegend: 26. Platz - Katsumasa Onishi Schnellfeuerpistole: 22. Platz - Fumihisa Semizuki Luftpistole: 35. Platz Freie Pistole: 20. Platz - Masaru Yanagida Luftgewehr: 18. Platz | Offene Klasse - Soichiro Ito Skeet: 33. Platz - Kazumi Watanabe Trap: Silber | Frauen - Hisayo Chikusa Luftpistole: 31. Platz Sportpistole: 36. Platz - Noriko Kosai Luftgewehr: 37. Platz Kleinkaliber, Dreistellungskampf: 30. Platz - Yoko Minamoto Luftgewehr: 39. Platz Kleinkaliber, Dreistellungskampf: 34. Platz |

### Schwimmen
| Männer - Takahiro Fujimoto 200 Meter Lagen: 15. Platz 400 Meter Lagen: 8. Platz - Akira Hayashi 100 Meter Brust: 4. Platz 200 Meter Brust: 8. Platz 4 × 100 Meter Lagen: 8. Platz - Hajime Itoi 100 Meter Rücken: 12. Platz 200 Meter Rücken: 4. Platz 4 × 100 Meter Lagen: 8. Platz - Masashi Kato 400 Meter Freistil: 33. Platz 1500 Meter Freistil: 16. Platz - Keiichi Kawanaka 100 Meter Schmetterling: 20. Platz 200 Meter Schmetterling: 5. Platz 4 × 100 Meter Lagen: 8. Platz - Tatsuya Kinugasa 200 Meter Lagen: 13. Platz - Toshiaki Kurasawa 50 Meter Freistil: 47. Platz 200 Meter Freistil: 31. Platz 400 Meter Lagen: disqualifiziert (Finale) - Tomohiro Miyoshi 100 Meter Schmetterling: 34. Platz 200 Meter Schmetterling: 17. Platz - Tsutomu Nakano 50 Meter Freistil: disqualifiziert (Vorlauf) 100 Meter Freistil: 34. Platz 4 × 100 Meter Lagen: 8. Platz - Shigeo Ogata 100 Meter Freistil: 45. Platz 200 Meter Freistil: 30. Platz 400 Meter Freistil: 24. Platz - Keita Soraoka 100 Meter Rücken: 27. Platz 200 Meter Rücken: 20. Platz - Kenji Watanabe 100 Meter Brust: 18. Platz 200 Meter Brust: 7. Platz | Frauen - Suzu Chiba 100 Meter Freistil: 9. Platz 200 Meter Freistil: 6. Platz 400 Meter Freistil: 8. Platz 4 × 100 Meter Freistil: 10. Platz 4 × 100 Meter Lagen: 7. Platz - Mika Haruna 200 Meter Schmetterling: 4. Platz - Hideko Hiranaka 200 Meter Lagen: 9. Platz 400 Meter Lagen: 5. Platz - Noriko Inada 100 Meter Rücken: 12. Platz 200 Meter Rücken: 15. Platz - Kyōko Iwasaki 100 Meter Brust: 13. Platz 200 Meter Brust: Gold 4 × 100 Meter Lagen: 7. Platz - Yoko Kando 100 Meter Schmetterling: 11. Platz 4 × 100 Meter Lagen: 7. Platz - Kyoko Kasuya 100 Meter Brust: 17. Platz 200 Meter Brust: 13. Platz - Eri Kimura 200 Meter Lagen: 12. Platz 400 Meter Lagen: 7. Platz - Yoko Koikawa 200 Meter Freistil: 18. Platz 4 × 100 Meter Freistil: 10. Platz 100 Meter Rücken: 8. Platz 4 × 100 Meter Lagen: 7. Platz - Shina Matsudo 50 Meter Freistil: 34. Platz 4 × 100 Meter Freistil: 10. Platz - Ayako Nakano 50 Meter Freistil: 20. Platz 100 Meter Freistil: 22. Platz 4 × 100 Meter Freistil: 10. Platz - Rie Shito 100 Meter Schmetterling: 8. Platz 200 Meter Schmetterling: 5. Platz - Junko Torikai 200 Meter Rücken: 11. Platz |

### Segeln
| Männer - Motohiro Hirobe & Shinji Otsu 470er: 12. Platz | Offene Klasse - Yasuharu Fujiwara, Kazunori Komatsu & Hideaki Takashiro Soling: 12. Platz | Frauen - Alicia Kinoshita & Yumiko Shige 470er: 5. Platz |

### Synchronschwimmen
Frauen
- Mikako Kotani
Einzel: Vorrunde

- Fumiko Okuno
Einzel: Bronze 
Duett: Bronze

- Aki Takayama
Einzel: Vorrunde
Duett: Bronze

### Tennis
| Männer - Shūzō Matsuoka Einzel: 1. Runde | Frauen - Kimiko Date Einzel: 2. Runde Doppel: Achtelfinale - Mana Endo Einzel: 2. Runde - Maya Kidowaki Doppel: Achtelfinale - Naoko Sawamatsu Einzel: 1. Runde |

### Tischtennis
| Männer - Kōji Matsushita Einzel: Gruppenphase Doppel: Gruppenphase - Kinjiro Nakamura Doppel: Gruppenphase - Hiroshi Shibutani Einzel: Gruppenphase Doppel: Gruppenphase - Takehiro Watanabe Einzel: Gruppenphase Doppel: Gruppenphase | Frauen - Mika Hoshino Einzel: Achtelfinale Doppel: Gruppenphase - Yukino Matsumoto Doppel: Gruppenphase - Rika Sato Einzel: Gruppenphase Doppel: Gruppenphase - Fumiyo Yamashita-Kaizu Einzel: Achtelfinale Doppel: Gruppenphase |

### Turnen
| Männer - Yutaka Aihara Einzelmehrkampf: 21. Platz in der Qualifikation Mannschaftsmehrkampf: Bronze Boden: 5. Platz Pferd: 8. Platz Barren: 12. Platz in der Qualifikation Reck: 46. Platz in der Qualifikation Ringe: 36. Platz in der Qualifikation Seitpferd: 35. Platz in der Qualifikation - Takashi Chinen Einzelmehrkampf: 27. Platz Mannschaftsmehrkampf: Bronze Boden: 24. Platz in der Qualifikation Pferd: 27. Platz in der Qualifikation Barren: 18. Platz in der Qualifikation Reck: 17. Platz in der Qualifikation Ringe: 31. Platz in der Qualifikation Seitpferd: 11. Platz in der Qualifikation - Yoshiaki Hatakeda Einzelmehrkampf: 13. Platz Mannschaftsmehrkampf: Bronze Boden: 34. Platz in der Qualifikation Pferd: 30. Platz in der Qualifikation Barren: 12. Platz in der Qualifikation Reck: 5. Platz Ringe: 40. Platz in der Qualifikation Seitpferd: 6. Platz - Yukio Iketani Einzelmehrkampf: 23. Platz Mannschaftsmehrkampf: Bronze Boden: Silber Pferd: 23. Platz in der Qualifikation Barren: 12. Platz in der Qualifikation Reck: 67. Platz in der Qualifikation Ringe: 7. Platz Seitpferd: 12. Platz in der Qualifikation - Masayuki Matsunaga Einzelmehrkampf: 35. Platz in der Qualifikation Mannschaftsmehrkampf: Bronze Boden: 27. Platz in der Qualifikation Pferd: 17. Platz in der Qualifikation Barren: Bronze Reck: 17. Platz in der Qualifikation Ringe: 27. Platz in der Qualifikation Seitpferd: 80. Platz in der Qualifikation - Daisuke Nishikawa Einzelmehrkampf: 17. Platz in der Qualifikation Mannschaftsmehrkampf: Bronze Boden: 47. Platz in der Qualifikation Pferd: 23. Platz in der Qualifikation Barren: 8. Platz Reck: 5. Platz Ringe: 17. Platz in der Qualifikation Seitpferd: 51. Platz in der Qualifikation | Frauen - Mari Kosuge Einzelmehrkampf: 17. Platz Boden: 38. Platz in der Qualifikation Pferd: 24. Platz in der Qualifikation Stufenbarren: 79. Platz in der Qualifikation Schwebebalken: 31. Platz in der Qualifikation - Hanako Miura Einzelmehrkampf: 66. Platz in der Qualifikation Boden: 51. Platz in der Qualifikation Pferd: 51. Platz in der Qualifikation Stufenbarren: 64. Platz in der Qualifikation Schwebebalken: 80. Platz in der Qualifikation - Kyoko Seo Einzelmehrkampf: 60. Platz in der Qualifikation Boden: 54. Platz in der Qualifikation Pferd: 32. Platz in der Qualifikation Stufenbarren: 80. Platz in der Qualifikation Schwebebalken: 51. Platz in der Qualifikation |

### Volleyball
| Männer - 6. Platz - Kader Shigeru Aoyama Masayuki Izumikawa Katsumi Kawano Junichi Kuriuzawa Akihiko Matsuda Katsuyuki Minami Yuichi Nakagaichi Takashi Narita Masaji Ogino Hideyuki Otake Masafumi Oura Tatsuya Ueta | Frauen - 5. Platz - Kader Kiyoko Fukuda Michiyo Ishikake Ikuyo Naemura Kumi Nakada Kazumi Nakamura Chieko Nakanishi Motoko Obayashi Ichiko Sato Asako Tajimi Yukiko Takahashi Mika Yamauchi Tomoko Yoshihara |

### Wasserspringen
| Männer - Keita Kaneto Kunstspringen: 31. Platz in der Qualifikation Turmspringen: 8. Platz - Isao Yamagishi Kunstspringen: 21. Platz in der Qualifikation Turmspringen: 18. Platz in der Qualifikation | Frauen - Yuki Motobuchi Kunstspringen: 11. Platz Turmspringen: 26. Platz in der Qualifikation |